# Olympische Jugend-Winterspiele 2012/Teilnehmer (Liechtenstein)
| Gelbes Symbol für Goldmedaillen mit stilisierten Olympischen Ringen | Graues Symbol für Silbermedaillen mit stilisierten Olympischen Ringen | Braundes Symbol für Bronzemedaillen mit stilisierten Olympischen Ringen |
| ------------------------------------------------------------------- | --------------------------------------------------------------------- | ----------------------------------------------------------------------- |
| —                                                                   | —                                                                     | —                                                                       |

Liechtenstein nahm an den Olympischen Jugend-Winterspielen 2012 in Innsbruck mit zwei Athleten in zwei Sportarten teil.

## Sportarten

### Ski Alpin
| Athleten   | Wettbewerb   | Durchgang 1 | Durchgang 2 | Gesamt      | Gesamt |
| Athleten   | Wettbewerb   | Zeit        | Zeit        | Zeit        | Rang   |
| ---------- | ------------ | ----------- | ----------- | ----------- | ------ |
| Jungen     |              |             |             |             |        |
| Manuel Hug | Super-G      |             |             | DNF         | DNF    |
| Manuel Hug | Riesenslalom | 1:00,44 min | 57,16 s     | 1:57,60 min | 18     |
| Manuel Hug | Slalom       | 42,94 s     | 45,04 s     | 1:27,98 min | 22     |
| Manuel Hug | Kombination  | 1:06,52 min | 39,27 s     | 1:45,79 min | 17     |

### Skilanglauf
| Athleten      | Wettbewerb      | Qualifikation | Qualifikation | Viertelfinale      | Viertelfinale      | Halbfinale         | Halbfinale         | Finale             | Finale             |
| Athleten      | Wettbewerb      | Zeit          | Rang          | Zeit               | Rang               | Zeit               | Rang               | Zeit               | Rang               |
| ------------- | --------------- | ------------- | ------------- | ------------------ | ------------------ | ------------------ | ------------------ | ------------------ | ------------------ |
| Jungen        |                 |               |               |                    |                    |                    |                    |                    |                    |
| Martin Vögeli | 10 km klassisch |               |               |                    |                    |                    |                    | 33:20,5 min        | 31                 |
| Martin Vögeli | Sprint          | 1:56,31 min   | 39            | nicht qualifiziert | nicht qualifiziert | nicht qualifiziert | nicht qualifiziert | nicht qualifiziert | nicht qualifiziert |